# Saint-Laurent-de-Belzagot
Pour les articles homonymes, voir les autres communes Saint-Laurent de Charente.
Pour les articles homonymes, voir Saint-Laurent.
Saint-Laurent-de-Belzagot est une ancienne commune du Sud-Ouest de la France, située dans le département de la Charente (région Nouvelle-Aquitaine).
Depuis le 1er janvier 2017, elle est devenue une commune déléguée de la commune nouvelle de Montmoreau.
Ses habitants sont les Saint-Laurentais et les Saint-Laurentaises.

## Géographie

### Localisation et accès

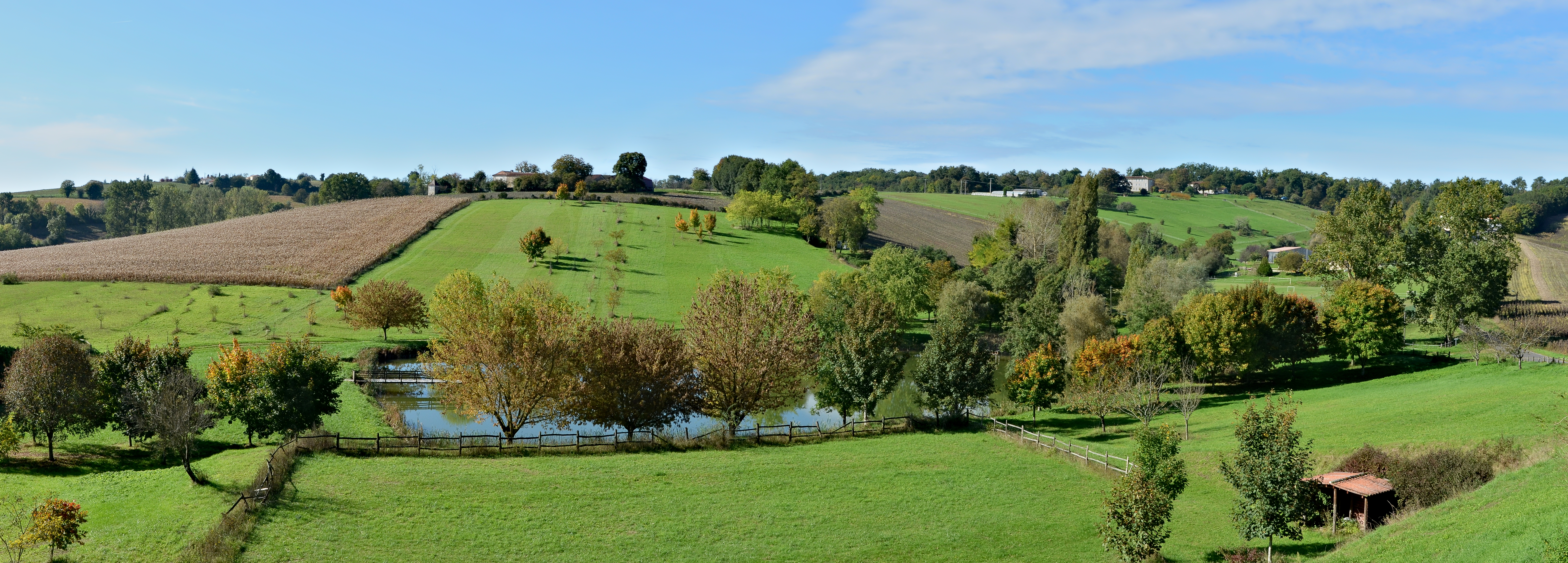
Les collines de Saint-Laurent vues de la D 10, à l'entrée de Montmoreau.

Saint-Laurent-de-Belzagot est une commune du sud de la Charente, située à 29 km au sud d'Angoulême et à 1 km au sud de Montmoreau-Saint-Cybard.
Surplombant la vallée de la Tude sur sa rive droite, le bourg de Saint-Laurent est aussi situé à 12 km au sud-est de Blanzac, 15 km au nord de Chalais et de Brossac et 23 km à l'est de Barbezieux.
La route principale est la D674, route d'Angoulême à Libourne entre Montmoreau et Chalais qui traverse l'est de la commune et passe au pied du bourg. Celui-ci est desservi par une route communale. La D 24, route de Montmoreau à Barbezieux, limite la commune au nord, ainsi que la D 10, route de Montmoreau à Blanzac.
La gare la plus proche est celle de Montmoreau, desservie par des TER à destination d'Angoulême et de Bordeaux.

### Hameaux et lieux-dits
La commune ne compte pas de gros hameaux, mais de nombreuses fermes. Elle arrive quasiment au pied de la ville de Montmoreau, au Bujateau.

### Communes limitrophes
|               | Saint-Eutrope (Montmoreau) | Montmoreau-Saint-Cybard (Montmoreau)   |
| Courgeac      | Saint-Laurent-de-Belzagot  | Saint-Amant-de-Montmoreau (Montmoreau) |
| Saint-Martial | Montboyer, Bors            | Juignac                                |

### Géologie et relief
Géologiquement, la commune est située dans les coteaux calcaires du Bassin aquitain datant du Crétacé supérieur, comme toute la moitié sud du département de la Charente.
La commune fait partie des coteaux du Montmorélien. Le Campanien, calcaire crayeux, occupe toute sa surface. Certains sommets au nord et à l'ouest sont recouverts de dépôts du Tertiaire (Lutétien et Cuisien) composés de galets, sables et argiles, propices aux bois de châtaigniers. La vallée de la Tude, à l'est, est couverte par des alluvions récentes du Quaternaire,,.
La commune occupe le bord occidental de la vallée de la Tude, et son relief est assez vallonné. Son point culminant est à une altitude de 174 m, situé au nord du bourg à l'ouest de Montmoreau (borne IGN). Le point le plus bas est à 59 m, situé à l'extrémité sud au bord de la Tude, près de Gratteloube. Le bourg, dominant la vallée, est à 130 m d'altitude.

### Hydrographie
La Tude, affluent de la Dronne qui se jette indirectement dans la Dordogne, arrose la bordure orientale de la commune. Elle reçoit deux petits affluents qui traversent la commune et se jettent sur sa rive droite : la Gaveronne et la Font Bacoux. Deux retenues d'eau sont à signaler près de la Gaveronne. Le ruisseau de la Font Désirade traverse le nord de la commune vers l'ouest et alimente la Gaveronne.

### Climat
Comme dans les trois quarts sud et ouest du département, le climat est océanique aquitain.

## Toponymie
Les formes anciennes sont Bercegollo en 1110, in villa quae vocatur Berciagolo, Bercegolio en 1309, sanctus Laurentius de Berzagolio en 1311, Stus L. de Bersagolio en 1376.
Saint Laurent (Laurentius) était un martyr chrétien du IIIe siècle, mort à Rome. L'origine du nom de Belzagot est plus incertaine. Il est possible de reconnaître dans les formes anciennes le suffixe gaulois -ialo qui signifie « clairière ». La première partie est obscure,.
Pendant la Révolution, la commune s'est appelée provisoirement et naturellement Bellevue.

## Histoire
L'Antiquité a laissé quelques vestiges, témoignant d'un habitat ancien. Aux Grands Rochers, dans le sud de la commune, un fossé d'enceinte curviligne protohistorique sur une surface de 1,8 ha a été détecté par archéologie aérienne. Au carrefour de la Croix Rouge (à 200 m au nord du bourg) a été trouvé un site à tegulae, reste d'une possible villa romaine.
Au Moyen Âge, le bourg de Saint-Laurent était autrefois le siège d'un prieuré dépendant de l'abbaye de Cluny, qui semble pas avoir été conventuel, mais qui a été ruiné lors des guerres de religion au XVIe siècle. Il n'en reste qu'un mur et le portail, près desquels l'église actuelle a été construite.
Au sud de la commune, le logis de Champ Rose (aussi orthographié Champrosé) a été acquis vers 1840 par la famille Gellibert des Seguins, dont deux membres ont été députés d'Angoulême et de la Charente. Une autre famille remarquable de Saint-Laurent au XIXe siècle était la famille Bourdier-Lanauve, qui a fait édifier et vécu au logis de Rochefort.
Vers la fin du XIXe siècle, des familles vendéennes sont venues en renfort pour travailler la terre.

## Administration

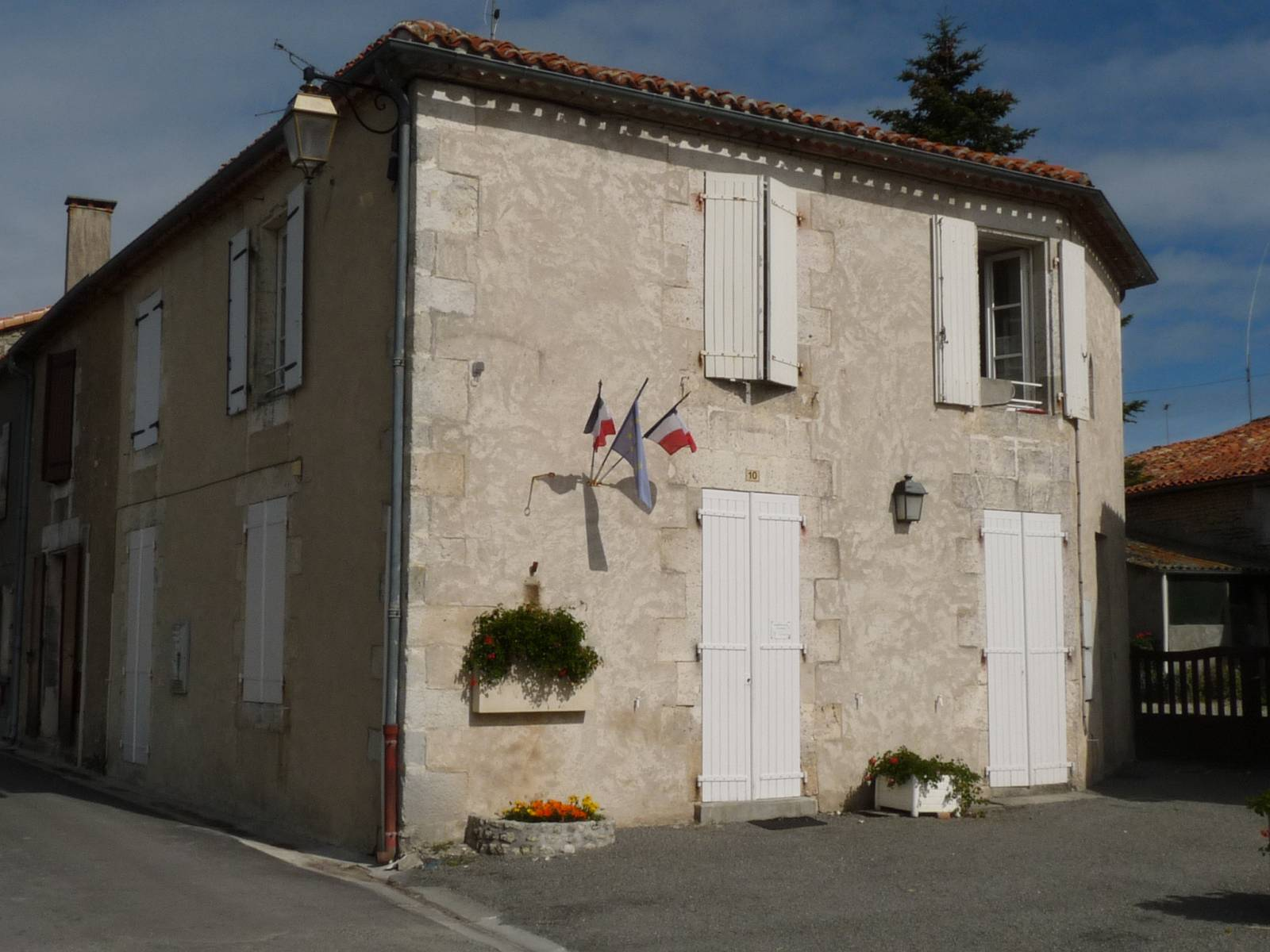
La mairie annexe.

| Période                                  | Période       | Identité                   | Étiquette | Qualité           |
| ---------------------------------------- | ------------- | -------------------------- | --------- | ----------------- |
| Les données manquantes sont à compléter. |               |                            |           |                   |
| 1831                                     | 1838          | Pierre Ganivet Desgraviers |           | Colonel d'empire  |
| 2001                                     | décembre 2016 | Philippe Michelet          | SE        | Agent de maîtrise |

## Population et société

### Démographie
L'évolution du nombre d'habitants est connue à travers les recensements de la population effectués dans la commune depuis 1793. À partir du 1er janvier 2009, les populations légales des communes sont publiées annuellement dans le cadre d'un recensement qui repose désormais sur une collecte d'information annuelle, concernant successivement tous les territoires communaux au cours d'une période de cinq ans. 
Pour les communes de moins de 10 000 habitants, une enquête de recensement portant sur toute la population est réalisée tous les cinq ans, les populations légales des années intermédiaires étant quant à elles estimées par interpolation ou extrapolation. Pour la commune, le premier recensement exhaustif entrant dans le cadre du nouveau dispositif a été réalisé en 2007,.
En 2014, la commune comptait 409 habitants, en évolution de +13,61 % par rapport à 2009 (Charente : +0,65 %, France hors Mayotte : +2,49 %).
| 1793 | 1806 | 1821 | 1831 | 1841 | 1846 | 1851 | 1856 | 1861 |
| ---- | ---- | ---- | ---- | ---- | ---- | ---- | ---- | ---- |
| 528  | 495  | 487  | 554  | 495  | 559  | 548  | 517  | 491  |

| 1866 | 1872 | 1876 | 1881 | 1886 | 1891 | 1896 | 1901 | 1906 |
| ---- | ---- | ---- | ---- | ---- | ---- | ---- | ---- | ---- |
| 481  | 459  | 443  | 429  | 431  | 430  | 375  | 354  | 387  |

| 1911 | 1921 | 1926 | 1931 | 1936 | 1946 | 1954 | 1962 | 1968 |
| ---- | ---- | ---- | ---- | ---- | ---- | ---- | ---- | ---- |
| 390  | 367  | 355  | 315  | 328  | 333  | 315  | 308  | 286  |

| 1975 | 1982 | 1990 | 1999 | 2007 | 2012 | 2014 | - | - |
| ---- | ---- | ---- | ---- | ---- | ---- | ---- | - | - |
| 289  | 290  | 326  | 351  | 359  | 382  | 409  | - | - |

### Pyramide des âges

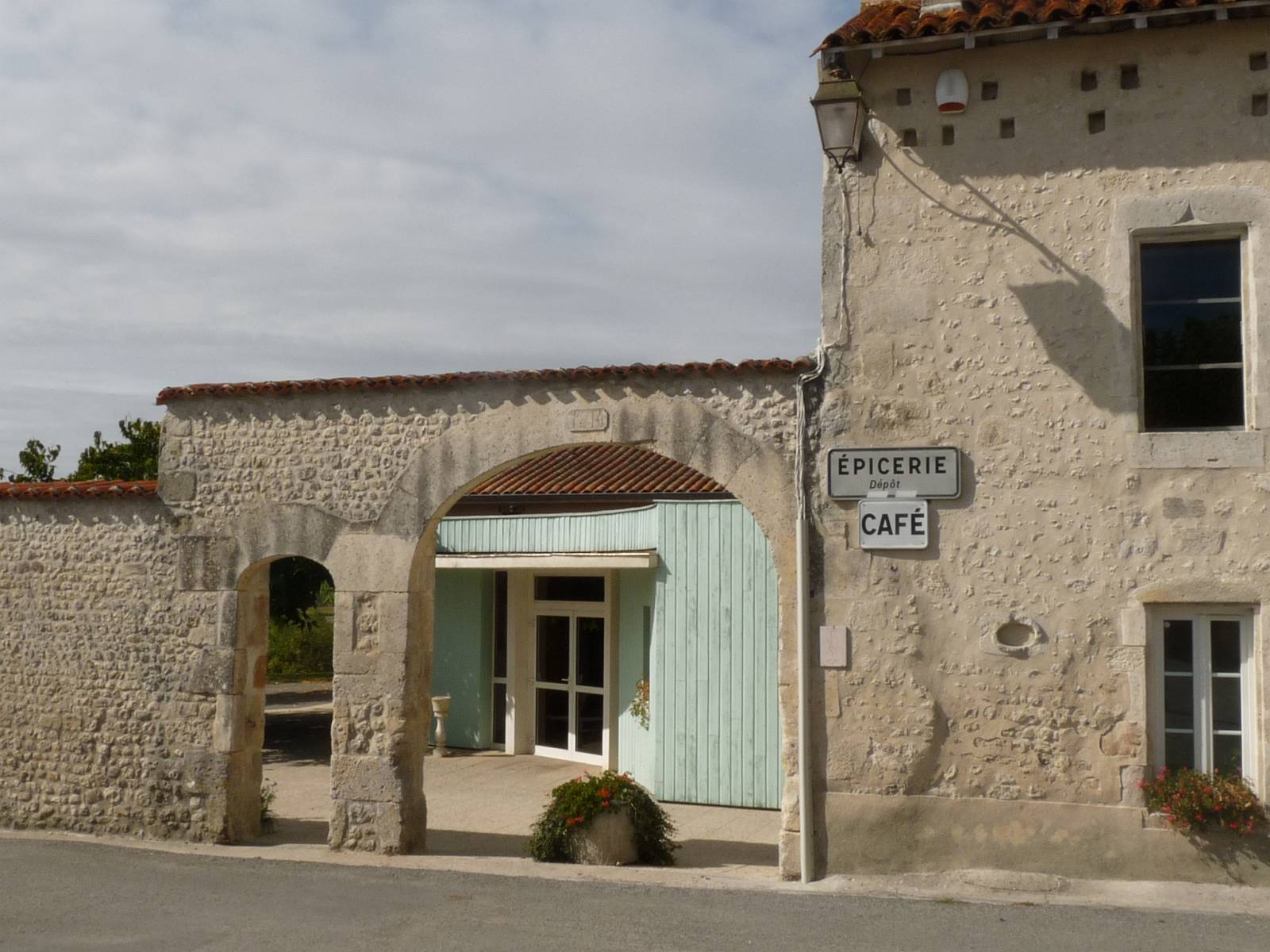
Foyer et épicerie du village.

| Hommes | Classe d’âge | Femmes |
| ------ | ------------ | ------ |
| 3,5    | 90 ans ou +  | 13,0   |
| 13,2   | 75 à 89 ans  | 23,7   |
| 16,0   | 60 à 74 ans  | 14,4   |
| 25,0   | 45 à 59 ans  | 14,9   |
| 16,0   | 30 à 44 ans  | 11,2   |
| 13,2   | 15 à 29 ans  | 12,6   |
| 13,2   | 0 à 14 ans   | 10,2   |

| Hommes | Classe d’âge | Femmes |
| ------ | ------------ | ------ |
| 0,5    | 90 ans ou +  | 1,6    |
| 8,2    | 75 à 89 ans  | 11,8   |
| 15,2   | 60 à 74 ans  | 15,8   |
| 22,3   | 45 à 59 ans  | 21,5   |
| 20,0   | 30 à 44 ans  | 19,2   |
| 16,7   | 15 à 29 ans  | 14,7   |
| 17,1   | 0 à 14 ans   | 15,4   |

### Festival d'été
Depuis 2008, Saint-Laurent-de-Belzagot accueille chaque été, au mois d'août, le festival Belzagot Circus, festival de cirque moderne et spectacles de rue. Cette manifestation réunit chaque année davantage de public emballé par des spectacles de haut vol mêlant acrobaties, jongleries, pitreries, one man show, numéros de compagnies confirmées, hip-hop, spectacles déambulatoires, etc.La notoriété du festival dépasse les frontières du département de la Charente avec un public venu aussi de Dordogne, Gironde, Charente-Maritime, etc..

## Économie

### Agriculture
La viticulture occupe une petite partie de l'activité agricole. La commune est située dans les Bons Bois, dans la zone d'appellation d'origine contrôlée du cognac.

### Commerces
Le village possède une épicerie. Les autres commerces sont à Montmoreau.

## Culture locale et patrimoine

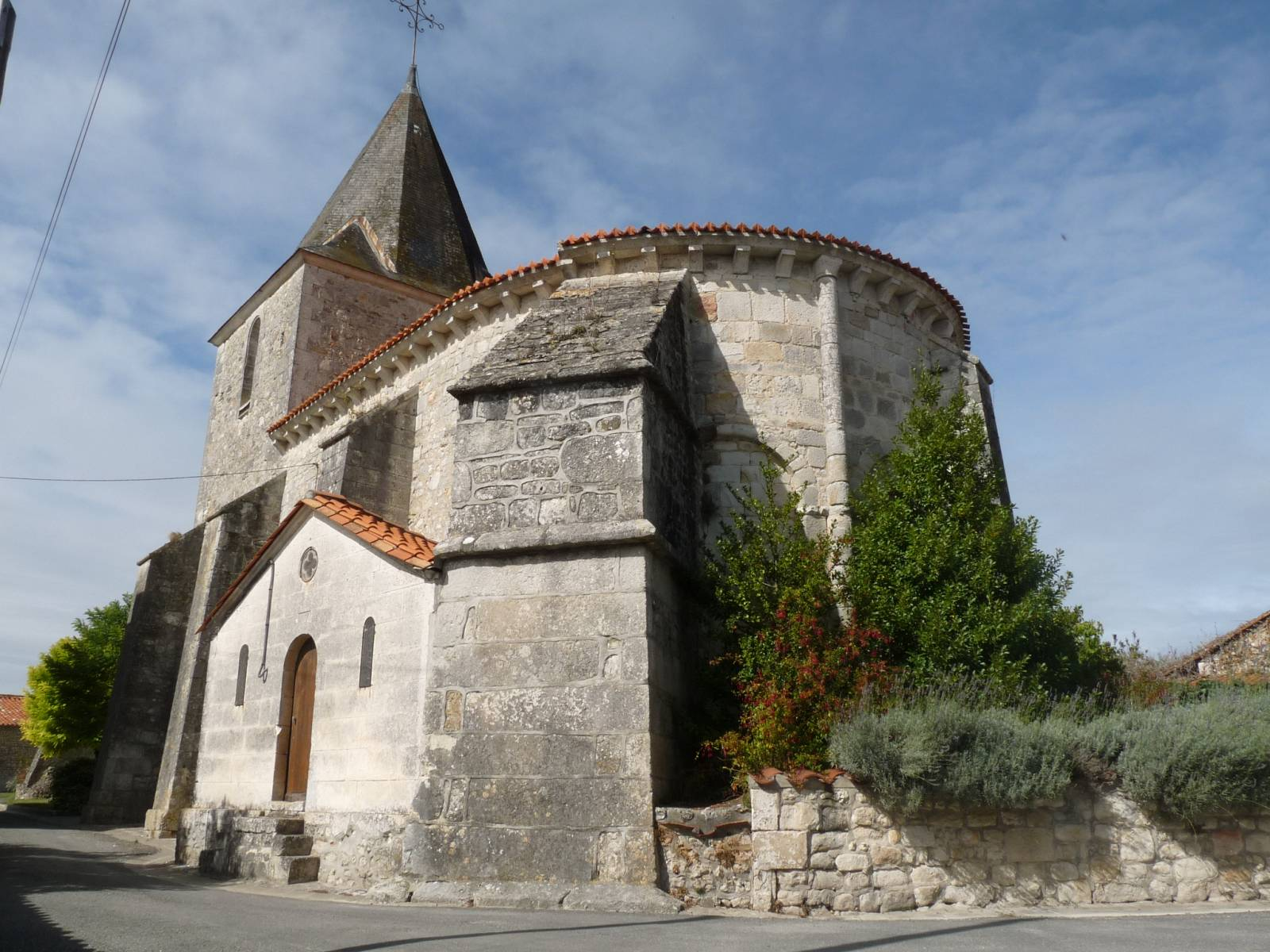
Le chevet de l'église.

### Lieux et monuments
- L'église paroissiale Saint-Laurent
- Logis de Champrose[23]

### Personnalités liées à la commune
- Ernest Gellibert des Seguins (1825-1868), futur député bonapartiste au Corps législatif de 1859 à 1868, s'installa au château de Champrose au milieu du XIXe siècle. Il y mourut en 1868.
- Étienne Gellibert des Seguins (1852-1906), fils du précédent, député de la Charente en 1888-1889 et de 1893 à 1898, est né à Saint-Laurent-de-Belzagot en 1852 et y est mort en 1906.
- Ferdinand Piéchaud (1890-1958), médecin, professeur à la Faculté de médecine de Bordeaux, a été propriétaire de la Picauderie.